# Garabet Kumbetlian
Garabet A. Kümbetlian (11 martie 1936, Constanța, România – d. 2 ianuarie 2018, Constanța, România) a fost un intelectual român de naționalitate armeană, profesor universitar, inginer în specialitatea mașini termice, cercetător, membru al Asociației Generale a Inginerilor din România (AGIR), al Academiei Oamenilor de Știință din România (AOȘR), al Academiei de Științe Tehnice din România (ASTR) și al altor numeroase asociații din țară și străinătate.

## Biografie
Într-o lucrare despre holocaustul armenilor, Garabet Kümbetlian explica cum s-a schimbat numele armenilor refugiați din Turcia. Familia sa paternă provine din peninsula turcească Konya, familie în care părinții vorbeau între ei româna, cu bunicii paterni, turca, și când tatăl său se întâlnea cu prietenii în oraș, discutau între ei în armeană.
„ Părăsind Turcia, armenii înlocuiau în numele lor de familie sufixul turcesc «oglu» cu echivalentul armenesc «ian», care are aproximativ aceeași semnificație și care s-ar traduce în limba română cu «alde». Spre exemplu, numele de Kümbetlian vine de la Kümbet, care înseamnă «movilă» sau «deal» în limba turcă. În Turcia, numele nostru era Kümbetlioglu, având particula «li» care are semnificația românescului «de la» și sufixul «oglu» care se traduce prin «fiul lui». Adică «fiul celui de la deal». Plecând din Turcia, numele nostru a devenit Kümbetlian. Mulți armeni și-au schimbat și rădăcina turcă a numelui, cu cea echivalentă armeană, ca în cazul celor din familia Altunoglu (fiul aurarului sau al bijutierului), înlocuind turcescul «altun», care înseamnă „aur», cu echivalentul armean «vosghi», devenind astfel Vosganian ”— Garabet Kümbetlian,  Adevărul, 3 ianuarie 2018
Garabet Kümbetlian a  urmat cursul primar la Constanța: clasa I-a la Școala Germană și ceilalți trei ani la Școala nr.5. Termină, în 1950, cursurile gimnaziale de la Liceul Brukenthal din Sibiu, cu diplomă de merit Diplom für Verdienste și, în 1954, termină Colegiul Național Mircea cel Bătrân din Constanța.
A urmat Institutul Politehnic București, obținând în 1959 diploma de inginer în specialitatea mașini termice.
S-a pensionat în anul 2006.

## Cariera profesională
În anul 1976 a obținut titlul științific de doctor inginer în domeniul „Teoria elasticității mediilor structurale", cu lucrarea „Calculul exact al plăcilor acționate hidrostatic și cu stare complexǎ de mobilitate a conturului, pe baza rezolvării problemei anti-mediane a teoriei mobilitǎții elastice", sub conducerea dr. doc. ing. Mircea Mișicu, în cadrul Institutului de Mecanică a Solidelor al Academiei Române.
În perioada de început a fost inginer principal în cadrul Electrica Constanța (1959-1966). Mai târziu, după o experiență îndelungată în domeniul universitar, a elaborat modele analitice originale pentru calculul plăcilor groase, pentru calculul barelor curbe de secțiune neomogenă și pentru calculul tensiunilor tangențiale în barele de secțiune oarecare.
A fost membru fondator al Comisiei Centrale de Tensometrie (1977), al Asociației Române de Tensometrie - ARTENS (1990) și al Filialei din Constanța a Asociației Generale a Inginerilor din România - AGIR (1997). În anul 1996 a fost desemnat membru al Comisiei Teritoriale Interdisciplinare de Cercetare și Dezvoltare-Dobrogea, organism zonal consultativ al Ministerului Cercetării și Tehnologiei. În anul 1997 a fost desemnat expert pentru cereri de finanțare al Consiliului Național pentru Cercetarea Științifică Universitară-CNCSU. Din 1998 a fost Expert al Societății Academice Române - SAR.
Având în vedere bogata sa activitate profesională, a fost numit în Comitetul științific sau de organizare a numeroase conferințe naționale și internaționale:
- 1995 - copreședinte al comitetului de organizare a celei de-a 3-a Conferințe Internaționale de Elemente Finite și de Frontierǎ ELFIN, Constanța,
- 1996 - Seminarul Internațional Cooperation in Marine Industry and Environmental Protection, organizat în colaborare cu Istanbul Technical University, la Mangalia,
- 1999 - The Romanian-Japanese Workshop, Mecanica Ruperii și Mecanicǎ Experimentalǎ în Ingineria Marinǎ (Fracture and Damage Mechanics and experimental Mechanics in Marine Engineering), Constanța,
- 2003 - A 6-a Conferință Internațională de Elemente finite și de frontierǎ - ELFIN, Timișoara,
- 2006 - A XXX-a Conferință Națională de Mecanica Solidelor, Constanța,
- 2006 - Al 11-lea Simpozion Internațional de Analiză Experimentală a Tensiunilor și Încercări de Materiale, Bacău,
- 2008 - Al 12-lea Simpozion Internațional de Analiză Experimentală a Tensiunilor și Încercări de Materiale, Galați,
- 2014 - Conferința Internațională „Istorie și Tehnologie la Marea Neagră“ (The International Conference on History and Technology in the Black Sea Region) - ISTM, Constanța,
- 2016 - The 1'st International Conference on Experimental Mechanics in Engineering EMECH 2016, "Transilvania" University, Brașov, Romania, 8-9 June, 2016,
- 2016 - The International Conference on Interdisciplinary Studies (University Ovidius Constanța, 10-11.06.2016),
- 2016 - The 40-th International Conference on Mechanics of Solids, Acoustics and Vibrations (ICMSAV-XL), and of the 6-th Conf. on Advanced Composite Materials Engineering (COMAT-VI), "Transilvania" University, Brașov, Romania, 24-25 Nov. 2016.

## Cariera didactică
În paralel cu activitatea profesională, începe să desfășoare activitate didactică în calitate de asistent în cadrul catedrei de fizică a Institutului Pedagogic Constanța (1964-1968).  Ulterior a fost numit profesor și primul director al Liceului Energetic Constanța (1966-1972), astăzi Colegiul Tehnic Energetic, șef de lucrări (1972-1976), conferențiar (1976-1990) și profesor universitar (1990-2006) la Institutul de Marinǎ din Constanța.
A fost șeful catedrei de Inginerie Mecanicǎ Navalǎ (1990-2004), membru în Consiliul Facultății de Electromecanică Navală și în Senatul Universității,  director al Centrului de Cercetare în Inginerie Mecanicǎ Navalǎ al Universității Maritime (2002-2006). De asemenea, a fost profesor asociat la Facultatea de Construcții a Universității „Ovidius” din Constanța (1992-2006).
În cariera sa didactică, a predat cursuri de mecanicǎ, rezistența materialelor și teoria elasticității. Între anii 1987 și 2013 a fost de mai multe ori referent în comisiile organizate în majoritatea Universităților din țară, pentru acordarea titlului științific de doctor-inginer, și conducător de doctorate în Inginerie Mecanicǎ, în cadrul Universității Ovidius și al Universității Maritime din Constanța (1999-2010). În anii 2002-2003 a fost membru în comisiile celor două Universități, pentru acordarea titlului științific de Doctor Honoris Causa.

## Activitatea publicistică
Garabet Kümbetlian a publicat 26 de cărți, monografii, tratate, cursuri universitare, traduceri și eseuri din domeniul mecanicii solidelor deformabile și rezistenței materialelor, și aproape 150 de articole, dintre care 33 în revistele Academiei Române și Academiei de Științe Tehnice din România, 24 în reviste străine și în analele universităților, 22 în reviste departamentale și alte reviste de specialitate, 30 în volumele unor manifestări științifice internaționale, și 35 în volumele unor manifestări științifice naționale.
A făcut parte din Comitetul științific sau editorial al unor prestigioase publicații:
- 2001, 2002 - Analele Universității Maritime din Constanța,
- 2002 - Buletinul Academiei de Științe Tehnice din România, Mecanicǎ Tehnicǎ și Rezistența materialelor, Timișoara,
- 2004/2010 - Applied Mechanics (Mécanique Appliquée), Academia Română,
- 2009 - Research Trends in mechanics (vol.3/2009, vol.4/2010), Academia Română,
- 2011 - Inverse Problems and Computational Mechanics, Academia Română,
- Studii și Comunicări, publicație a Comitetului Român de Istoria și Filozofia Științei și Tehnicii, Academia Română,
- Din Istoria Mecanicii, Supliment al Buletinului Științific al Universității Tehnice de Construcții, București,
- 2014 - Referent al Editurii “Elsevier Editorial System” din Amsterdam (1880), pentru Revista “Mechanical Systems and Signal Processing”.

### Cărți
- Rezistența materialelor - Fundamente, autori: Garabet Kümbetlian, Georgeta Mândrescu, Editura Fundației "Andrei Șaguna", Constanța, 1998, ISBN 973-9262-30-9
- Calculul plăcilor (Teorie și aplicații), Ed. I, autori: Garabet Kümbetlian, Georgeta Mândrescu, Editura Fundației "Andrei Șaguna", Constanța, 1999, ISBN 973-9262-44-5
- Calculul plăcilor (Teorie și aplicații), Ed. II, autori: Garabet Kümbetlian, Georgeta Mândrescu, Editura Fundației "Andrei Șaguna", Constanța, 2000, ISBN 973-9262-82-1
- Mecanica solidelor deformabile. Retrospectivă cronologică  (1452-1952), autori: Garabet Kümbetlian, Georgeta Mândrescu, Editura ALMA, Craiova, 2005, ISBN 973-8443-34-2
- Rezistența materialelor pentru constructori, Breviar de teorie și probleme, autori: Garabet Kümbetlian, S. Gelmambet, Editura Fundației "Andrei Șaguna", Constanța, 2006, ISBN 973-732-026-3 (vol.1) , ISBN 973-732-028-X (vol.2)
- Amintiri de-acum un secol Arhivat în 13 decembrie 2010, la Wayback Machine., autor: Garabet Kümbetlian, în volumul Evocări, vol. III, Editura ALMA, Craiova, 2007, ISBN 973-9262-30-9
- Breviar de mecanică aplicată: (teorie și aplicații), Garabet Kümbetlian, Timur Chis, Constanța, 2008, ISBN 978-973-0-06162-8
- Teoria și experimentul, Seria "Eseuri științifice", autor: Garabet Kümbetlian, Editura AGIR, București, 2009, ISBN 973-720-242-0
- Ingineri români. Dicționar enciclopedic. Vol. I, autori: Garabet Kümbetlian, în colectiv coordonat de Gleb Drăgan, Editura MEGA Cluj-Napoza, 2014, ISBN 978-606-543-477-3, ISBN 978-606-543-477-6
- Breviar de mecanică aplicată: (teorie și aplicații) Arhivat în 15 ianuarie 2018, la Wayback Machine., Curs universitar, Garabet Kümbetlian, Timur Chis, Editura PIM, Iași, 2015, ISBN 9786061322848
- Amintiri și Povestiri Arhivat în 15 ianuarie 2018, la Wayback Machine., Seria "Oameni și locuri", Garabet Kümbetlian, Editura AGIR, București, 2016, ISBN 978-973-720-6589

### Articole
- Măsurări tensometrice la nava-școală “Mircea”, autori: Garabet Kümbetlian, N. Zidaru, V. Păun, C. Brăilescu, în Revista transporturilor și telecomunicațiilor nr.3/1980,
- Analiza tensiunilor în turnul macaralei docului plutitor al Șantierului Naval Midia, autori: Garabet Kümbetlian, în Analele Universității Maritime din Constanța, vol. 3, 2002,
- 30 de ani de la prima echilibrare a manevrelor fixe ale bricului N.S.”Mircea”, autor: Garabet Kümbetlian, în Marea Noastră, Liga Navală Română, anul XVII, nr.4(65), 2007,
- Dualitatea: Electricieni celebri - Mecanici renumiți, autori: Garabet Kümbetlian, Alexandra Niță, în periodicul NOEMA, vol. VII, pp. 256–263, Academia Română, Editura MEGA, Cluj-Napoca, 2008
- Dumitru (Dimitrie) Mangeron. Cum l-am cunoscut, autor: Garabet Kümbetlian, în periodicul NOEMA, vol. XIII, pp. 351–355, Academia Română, Editura MEGA, Cluj-Napoca, 2014
- James Clerk Maxwell, om de știință și poet Arhivat în 17 aprilie 2016, la Wayback Machine., autor: Garabet Kümbetlian, Nicolae Fildan, în Buletinul AGIR nr.1/2015, pp. 12–17, Editura AGIR
- Centenarul nașterii academicianului Gheorghe Buzdugan, autor: Garabet Kümbetlian, în periodicul Studii și Comunicări, vol. IX, pp. 163–167, Academia Română, Editura MEGA, Cluj-Napoca, 2016
- Constănțeanul Suren Cedighian (1902 – 1995), reprezentant de marcă al științei românești Arhivat în 15 ianuarie 2018, la Wayback Machine., autor: Garabet Kümbetlian, în periodicul Datina, Serie nouă, anul 3, nr. 22, ianuarie 2016, pp. 32–35

## Brevete
Inginerul Kümbetlian a efectuat studii și analize experimentale, prin măsurări tensometrice și fotoelasticitate, pe nave, bazine de încercări, standuri pentru încercarea vinciurilor navale, rezervoare și recipiente, torpile și tunurietc. Această activitate de cercetare științifică a avut ca rezultat 27 de inovații. Printre altele, a obținut Locul I în cadrul primului salon de invenții-inovații pe județul Constanța și Premiul II pe Comandamentul Marinei Militare (1989).

## Recunoaștere
Activitatea profesorului Kümbetlian a primit numeroase recunoașteri internaționale:
- 1979 - desemnat Key Investigatordin de către Department of Defense (Washington D.C. USA) Naval Research Laboratory (Shok and Vibration Information Center),
- 1980, 1982 - Indian Institute of Technology, Applied Mechanics Department, Madras,
- 2007 - Scientist of the Armenian Diaspora, din partea National Academy of Sciences of the Republic of Armenia,
- 1995 - membru în The International Maritime Lecturers Association (IMLA),
- 1996 - membru al National Geographic Society,
- 1996 - Active Member of the International Association for Conservation of Natural Resources and Energy, New York,
- 1997 - membru în International Scientific Honorary Committee of the eighth Congress of the Mediterranean International Maritime Association (IMAM),
- 1998 - Miembro Honorario de la Fundacion ORIAMPLA Caracas,
- 2005 - International Member of National Geographic Society.

I s-au conferit:
- 1970 - Ordinul Steaua Republicii Socialiste România clasa a V-a[14],
- 2000 - Diploma de excelențǎ a Universității Maritime din Constanța,
- 2002 - American Medal of Honor,
- 2002 - Diploma de onoare și Medalia Jubiliară 25 de ani de învățământ superior de construcții la Constanța
- 2004 - Diploma de excelențǎ a Universității Ovidius (Facultatea de Construcții) din Constanța,
- 2004 - Diploma de aur a Fundației Academice ALUMNI a Colegiului Național Mircea cel Bătrân din Constanța,
- 2007 - Order of International Merit,
- 2007 - Diploma de onoare a Academiei Navale din Constanța,
- 2008 - American Order of Merit,
- 2008 - titlul de ABI Fellow,
- 2008 - Diploma Facultății de mecanică a Universității tehnice Gh. Asachi din Iași, pentru sprijin și contribuții la dezvoltarea relațiilor de colaborare,
- 2010 - Diploma de onoare a Universității Maritime din Constanța,
- 2011 - Diploma și Medalia Jubiliară a Universității “Ovidius” Constanța, cu prilejul aniversării a 50 de ani de învățământ universitar în Dobrogea,
- 2017 - Medalia ASTR.[15]

În țară, profesorul Garabet Kümbetlian a primit diverse recunoașteri:
- 1997 - membru al Asociației Generale a Inginerilor din România - AGIR,
- 2002 - membru titular al Academiei Oamenilor de Științǎ din România - AOȘR,
- 2002 - membru corespondent al Academiei de Științe Tehnice din România și, ulterior, membru titular (2006),
- 2006 - membru titular al Comitetului Român de Istoria și Filosofia Științei și Tehnicii (CRIFST) al Academiei Române.

Garabet Kümbetlian a fost citat în:
- Who’s Who, Ed.Tehnicǎ București (1996),
- Catalogul Experților, București (1997),
- Marquis „Who’sWho”, ed. 16 (1999) și 19 (2001),
- Barons Who’sWho (2001),
- 500 Great Minds of the Early 21st Century (2002),
- Primul dicționar ilustrat Who’s Who al României (2003),
- The Contemporary Who’s Who (2002/2003),

și în alte volume ale unor Institute biografice din Anglia și Statele Unite ale Americii.
Printre acțiunile sale de promovare a valorilor culturale armene în România se numără și participarea în calitate de membru fondator al Societății Culturale Române Dobrogeția Athenaeum - SCRDA (2011). Pentru activitatea sa de promovare culturală în domeniul naționalităților conlocuitoare, a primit, în anul 2008, Premiul Uniunii Armenilor din România.
La solicitarea cotidianului ZIUA de Constanța, care a publicat mai multe mesaje ale unor personalități, cu ocazia marcării a 139 de ani de la revenirea provinciei Dobrogea în hotarele României, Garabet Kümbetlian spunea:
„ Dragi constănțeni, iubiți-vă acest interesant și frumos oraș dobrogean, înconjurați-l cu Dragostea voastră, construiți-l și reconstruiți-l, în pace, liniște și IUBIRE. Nu vă mai certați, uniți-vă în scopuri nobile și constructive! Tot ce-i în jurul nostru ne aparține într-un fel sau altul. Vivat, crescat, floreat! ”— Garabet Kümbetlian,  Ziua de Constanța, 23 noiembrie 2017